# Sminthopsis butleri
Sminthopsis butleri е вид бозайник от семейство Торбести мишки (Dasyuridae). Видът е световно застрашен, със статут Уязвим.

## Разпространение
Разпространен е в Австралия.